# Angels & Clowns
Angels & Clowns este cel de-al treilea album al formației românești de rock alternativ Kumm. A fost înregistrat la începutul anului 2004, dar a fost lansat oficial în februarie 2005. Este primul album Kumm care era destinat să fie promovat în afară, și, prin urmare, conține două variante, în limba engleză, respectiv în limba italiană, ale piesei „1000 de chipuri”, ce apăruse pe cel de-al doilea album, Confuzz, precum și o nouă variantă la piesa „Dictionary” de pe primul album, înregistrată cu Byron la voce.
Albumul a fost cel de-al doilea și ultimul album cu Byron drept solist vocal, acesta părăsind trupa în septembrie 2005. Referitor la această plecare, Oigăn avea să comenteze câțiva ani mai târziu: „relația cu Byron, care a debutat cu o prietenie și s-a transformat în ceva profesional, ne-a folosit la timpul respectiv și nouă și lui. Dar nu pot fi ipocrit amintind doar lucrurile pozitive. Există relații care se depreciază în timp.”
Înainte de lansarea oficială a albumului, în decembrie, a fost scos pe piață un videoclip (al patrulea din cariera formației) la piesa „Butterflies”. O altă piesă promovată (de data asta doar la radio) a fost piesa care dădea titlul albumului. Aceasta a fost prima piesă Kumm care a ajuns pe locul întâi într-un top.
Oigăn caracterizează Angels & Clowns drept „un produs un pic schizofrenic”, tocmai din cauza modului neobișnuit în care a fost înregistrat - în două părți, întâi cinci piese și apoi, la o distanță de aproximativ nouă luni, celelalte șapte.

## Lista melodiilor
1. „Hear Myself” - 3:37
2. „Butterflies” - 4:30
3. „Angels and Clowns” - 4:42
4. „Million Faces” - 3:31
5. „Yellow Fever” - 3:01
6. „Morgana” - 5:45
7. „Curse” - 6:58
8. „Little Blue” - 6:06
9. „Red Coffee” - 5:12
10. „Find a Way to Please You” - 3:32
11. „Dictionary” - 3:48

## Membri[7]

### Formația
- Dan „Byron” Radu – voce, chitară acustică, flaut
- Eugen „Oigăn” Nuțescu – voce, chitară, chitară acustică, muzicuță
- Kovács András – clape
- Mihai Iordache – saxofon
- Keresztes Levente – bas
- Loránt Antal – baterie („Hear Myself”, „Butterflies”, „Yellow Fever”, „Little Blue”, „Find a Way to Please You”)
- Csergö Dominic – baterie, percuție („Angels and Clowns”, „Million Faces”, „Morgana”, „Red Coffee”, „Dictionary”)

### Invitați
- Urszui Kálmán – acordeon („Million Faces”, „Yellow Fever”), vioară („Million Faces”)
- Szabó Zsolt – trombon („Million Faces”)
- Lucian Hăidăuțiu – tubă („Million Faces”)
- Bondor Robert – percuție („Million Faces”, „Little Blue”)
- Nagy Kálmán – vioară („Angels and Clowns”, „Morgana”, „Red Coffee”)
- Leon Zsolt – violă („Angels and Clowns”, „Morgana”, „Red Coffee”)
- Bölöni Julia – violoncel („Angels and Clowns”, „Morgana”, „Red Coffee”)
- Ionuț Plămadă – violoncel („Angels and Clowns”, „Morgana”, „Red Coffee”)